# Ljoebomira Batsjeva
Ljoebomira Batsjeva (Sofia, 7 maart 1975) is een voormalig tennisspeelster uit Bulgarije. Batsjeva begon met tennis toen zij vijf jaar oud was. Zij speelt rechtshandig en heeft een enkelhandige backhand. Zij was actief in het proftennis van 1990 tot en met 2004.

## Loopbaan

### Enkelspel
Batsjeva debuteerde in 1990 op het ITF-toernooi van Bari (Italië). Zij stond in 1992 voor het eerst in een finale, op het ITF-toernooi van Vaihingen (Duitsland) – zij verloor van de Zuid-Afrikaanse Joannette Kruger. In 1997 veroverde Batsjeva haar eerste titel, op het ITF-toernooi van Rebecq (België), door Française Kildine Chevalier te verslaan. In totaal won zij negen ITF-titels, de laatste in 2001 in Bordeaux (Frankrijk).
In 1991 kwalificeerde Batsjeva zich voor het eerst voor een WTA-hoofdtoernooi, op het toernooi van Milaan. Zij bereikte nooit een WTA-finale.
Haar beste resultaat op de grandslamtoernooien is het bereiken van de tweede ronde. Haar hoogste notering op de WTA-ranglijst is de 68e plaats, die zij bereikte in november 1999.

### Dubbelspel
Batsjeva behaalde in het dubbelspel iets betere resultaten dan in het enkelspel. Zij debuteerde in 1990 op het ITF-toernooi van Šibenik (Joegoslavië) samen met landgenote Svetlana Kriventsjeva – dit koppel bereikte meteen de halve finale. Zij stond in 1991 voor het eerst in een finale, op het ITF-toernooi van Helsinki (Finland), samen met Elena Pogorelova uit de Sovjet-Unie – hier veroverde zij haar eerste titel, door het Duitse duo Nadja Beik en Meike Babel te verslaan. In totaal won zij elf ITF-titels, de laatste in 2004 in Cagnes-sur-Mer (Frankrijk), samen met de Tsjechische Eva Birnerová.
In 1991 speelde Batsjeva voor het eerst op een WTA-hoofdtoernooi, op het toernooi van Milaan, samen met de Duitse Anke Marchl. Zij bereikten er de tweede ronde. Zij stond in 2000 voor het eerst in een WTA-finale, op het toernooi van Boedapest, samen met de Spaanse Cristina Torrens Valero – hier veroverde zij haar eerste titel, door het koppel Jelena Kostanić en Sandra Načuk te verslaan. In totaal won zij twee WTA-titels, de andere in 2001 in Casablanca, samen met de Zweedse Åsa Carlsson.
Haar beste resultaat op de grandslamtoernooien is het bereiken van de tweede ronde, op de US Open 2000. Haar hoogste notering op de WTA-ranglijst is de 53e plaats, die zij bereikte in april 2001.

## Posities op deWTA-ranglijst
Positie per einde seizoen:
| jaartal | ranking enkelspel | ranking dubbelspel |
| ------- | ----------------- | ------------------ |
| 2004    | 219               | 143                |
| 2003    | 152               | 190                |
| 2002    | 158               | 102                |
| 2001    | 114               | 78                 |
| 2000    | 98                | 73                 |
| 1999    | 73                | 189                |
| 1998    | 155               | 201                |
| 1997    | 253               | 487                |
| 1996    | 339               | 383                |
| 1995    | 229               | 214                |
| 1994    | 276               | 462                |
| 1993    | 270               | 377                |
| 1992    | 184               | 255                |
| 1991    | 282               | 208                |
| 1990    | 634               | 552                |

## Palmares
| Legenda                 |
| ----------------------- |
| Grandslamtoernooi       |
| Olympische Spelen       |
| Year-End Championships  |
| Premier Mandatory       |
| Premier Five / WTA 1000 |
| Premier / WTA 500       |
| International / WTA 250 |
| Challenger / WTA 125    |

### WTA-finaleplaatsen enkelspel
Geen.

### WTA-finaleplaatsen vrouwendubbelspel
| nr.              | finaledatum | toernooi       | ondergrond | partner                 | tegenstandsters                                  | score         |         |
| ---------------- | ----------- | -------------- | ---------- | ----------------------- | ------------------------------------------------ | ------------- | ------- |
| Gewonnen finales |             |                |            |                         |                                                  |               |         |
| 1.               | 2000-04-23  | WTA Boedapest  | gravel     | Cristina Torrens Valero | Jelena Kostanić Sandra Načuk                     | 6-0, 6-2      | details |
| 2.               | 2001-07-29  | WTA Casablanca | gravel     | Åsa Carlsson            | María José Martínez Sánchez María Emilia Salerni | 6-3, 6-7, 6-1 | details |
| Verloren finales |             |                |            |                         |                                                  |               |         |
| 1.               | 2000-10-01  | WTA Luxemburg  | tapijt (i) | Cristina Torrens Valero | Alexandra Fusai Nathalie Tauziat                 | 3-6, 6-7      | details |
| 2.               | 2002-07-14  | WTA Palermo    | gravel     | Angelika Rösch          | Jevgenia Koelikovskaja Jekaterina Sysojeva       | 4-6, 3-6      | details |

## Prestatietabel grandslamtoernooien
| Legenda | Legenda                          |
| ------- | -------------------------------- |
| g.t.    | geen toernooi gehouden           |
| l.c.    | lagere categorie                 |
| –       | niet deelgenomen                 |
| G       | uitgeschakeld in de groepsfase   |
| 1R      | uitgeschakeld in de eerste ronde |
| 2R      | uitgeschakeld in de tweede ronde |
| 3R      | uitgeschakeld in de derde ronde  |
| 4R      | uitgeschakeld in de vierde ronde |
| KF      | uitgeschakeld in de kwartfinale  |
| HF      | uitgeschakeld in de halve finale |
| F       | de finale verloren               |
| W       | het toernooi gewonnen            |
| w-v     | winst/verlies-balans             |

### Enkelspel
| Toernooi        | 1999 | 2000 | 2001 | 2002 |    | 2004 | w-v |
| --------------- | ---- | ---- | ---- | ---- | -- | ---- | --- |
| Australian Open | –    | 1R   | 1R   | –    | –  | 0-2  |     |
| Roland Garros   | 2R   | 1R   | 1R   | 1R   | 1R | 1-5  |     |
| Wimbledon       | 1R   | 2R   | 1R   | –    | –  | 1-3  |     |
| US Open         | 1R   | 2R   | –    | –    | –  | 1-2  |     |

### Vrouwendubbelspel
| Toernooi        | 2000 | 2001 | 2002 | 2003 | 2004 | w-v |
| --------------- | ---- | ---- | ---- | ---- | ---- | --- |
| Australian Open | –    | 1R   | 1R   | –    | –    | 0-2 |
| Roland Garros   | 1R   | 1R   | 1R   | 1R   | 1R   | 0-5 |
| Wimbledon       | 1R   | 1R   | –    | –    | 1R   | 0-3 |
| US Open         | 2R   | 1R   | 1R   | –    | –    | 1-3 |